# Candas
Candas é uma comuna francesa na região administrativa de Altos da França, no departamento de Somme. Estende-se por uma área de 17.27 km². Em 2010 a comuna tinha 1 113 habitantes (densidade: 64,4 hab./km²).